# Nemyšl
Nemyšl (německy Nemischl) je obec v okrese Tábor v Jihočeském kraji. Žije v ní 325 obyvatel.

## Historie
První písemná zmínka o obci pochází z roku 1373.

## Obyvatelstvo
| Rok            | 1869  | 1880  | 1890  | 1900 | 1910 | 1921 | 1930 | 1950 | 1961 | 1970 | 1980 | 1991 | 2001 | 2011 | 2021 |
| -------------- | ----- | ----- | ----- | ---- | ---- | ---- | ---- | ---- | ---- | ---- | ---- | ---- | ---- | ---- | ---- |
| Počet obyvatel | 1 102 | 1 089 | 1 022 | 908  | 784  | 790  | 709  | 528  | 565  | 411  | 434  | 353  | 277  | 290  | 282  |
| Počet domů     | 128   | 131   | 139   | 141  | 127  | 129  | 135  | 135  | 121  | 107  | 99   | 144  | 140  | 140  | 142  |

## Obecní správa
Mezi lety 1869–1890 Nemyšl patřil jako osada obce k Hošticím v okrese Tábor. V letech 1900–1980 byl obcí v okrese Tábor (1900–1930), poté v okrese Votice a později opět v okrese Tábor. Od 1. ledna 1981 do 23. listopadu 1990 patřil jako část obce k Chotovinám a od 24. listopadu 1990 je opět samostatnou obcí.

### Části obce
- Nemyšl
- Dědice
- Dědičky
- Hoštice
- Prudice
- Úlehle
- Úraz
- Záhoříčko

### Obecní symboly
Znak a vlajka byly obci uděleny rozhodnutím předsedy Poslanecké sněmovny Parlamentu České republiky dne 12. května 2016.

## Pamětihodnosti
- Zámek Nemyšl
- Výklenková kaplička
- Bývalý lihovar

## Rodáci a významné osobnosti
- Josef Hesse (1780–1852), měšťan, podnikatel, stavebník
- Jindřich Waldes (1889–1941), podnikatel, vynálezce, mecenáš umění

## Fotogalerie

Nemyšl
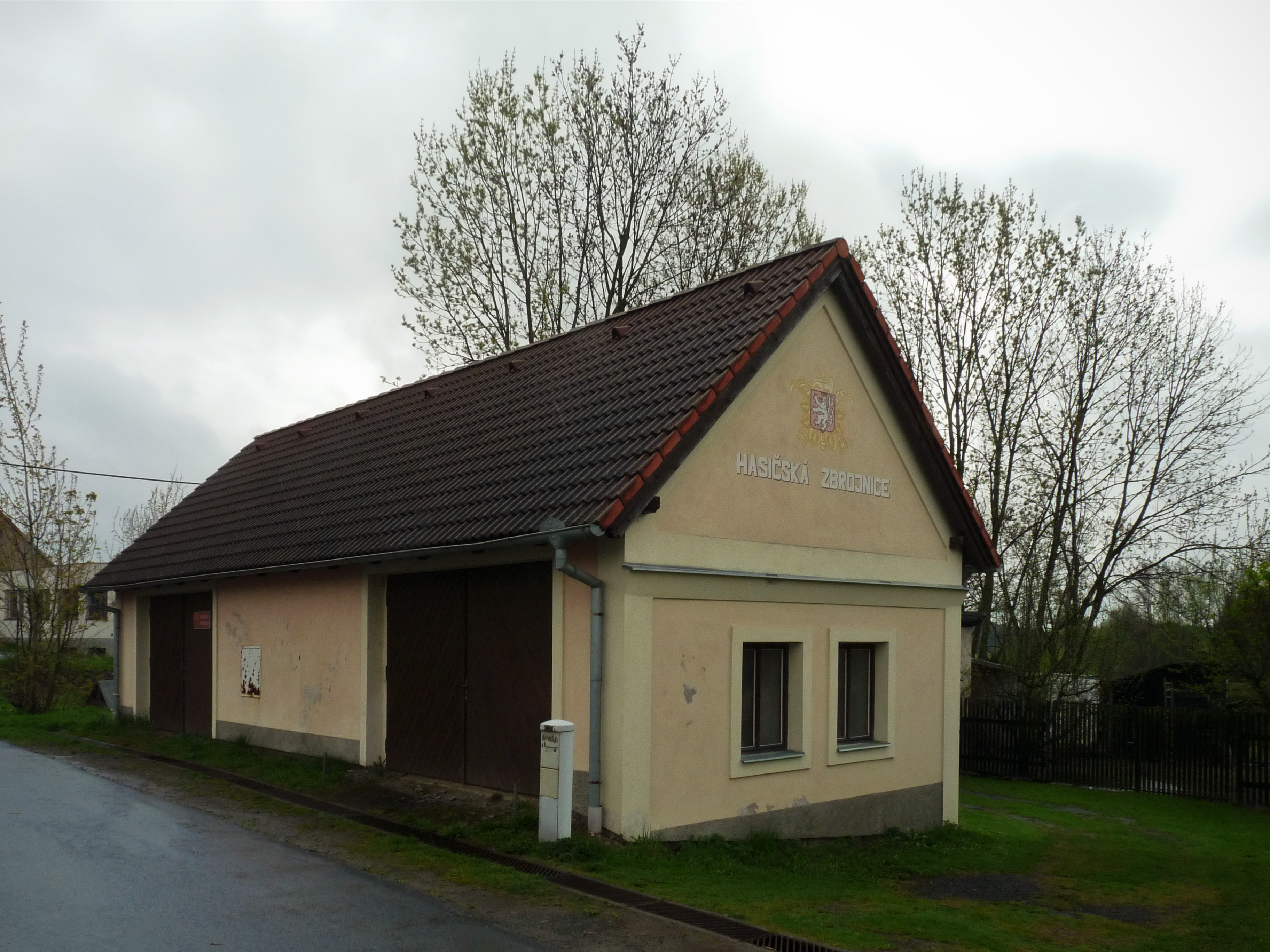
Hasičská zbrojnice
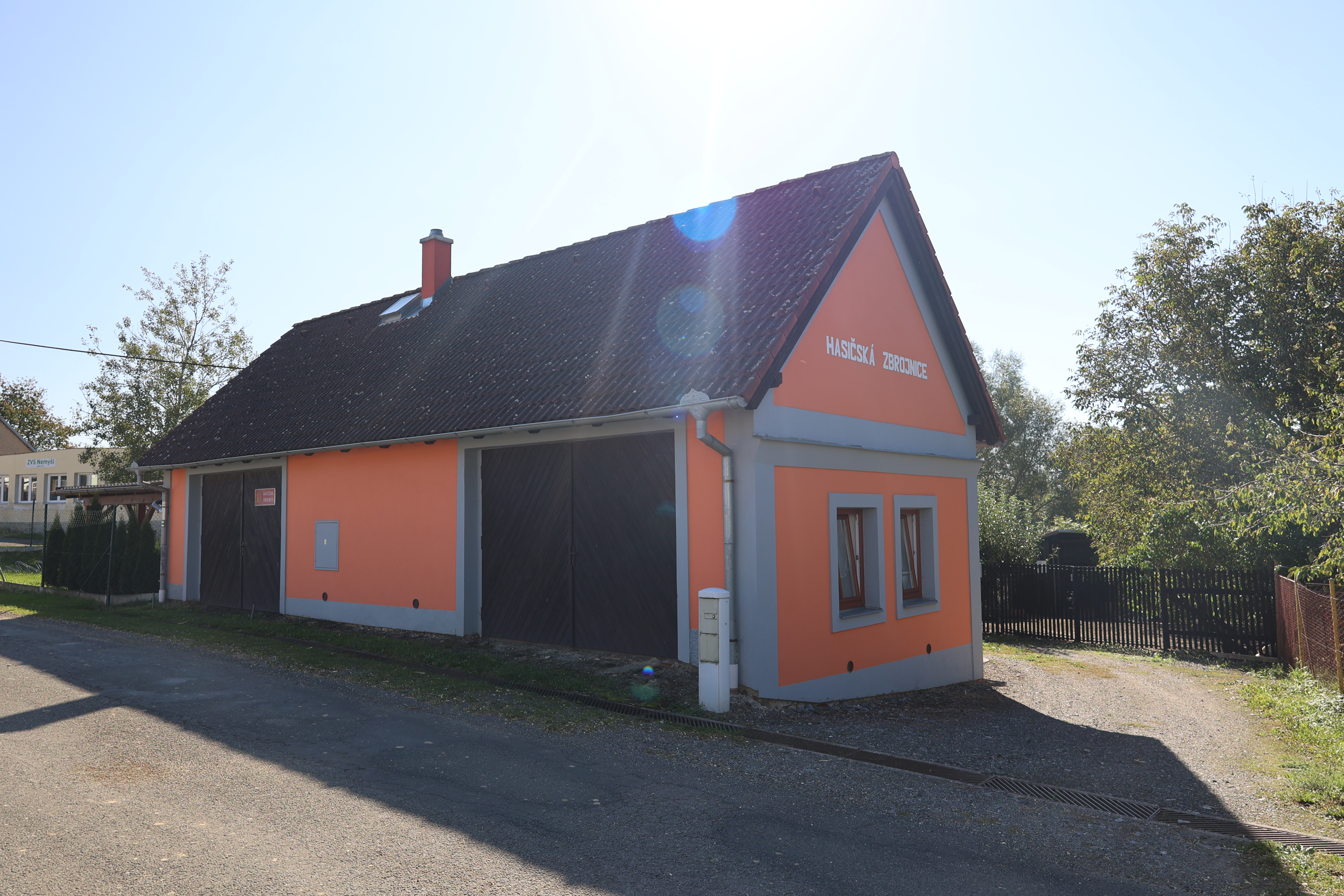
Rekonstruovaná hasičská zbrojnice
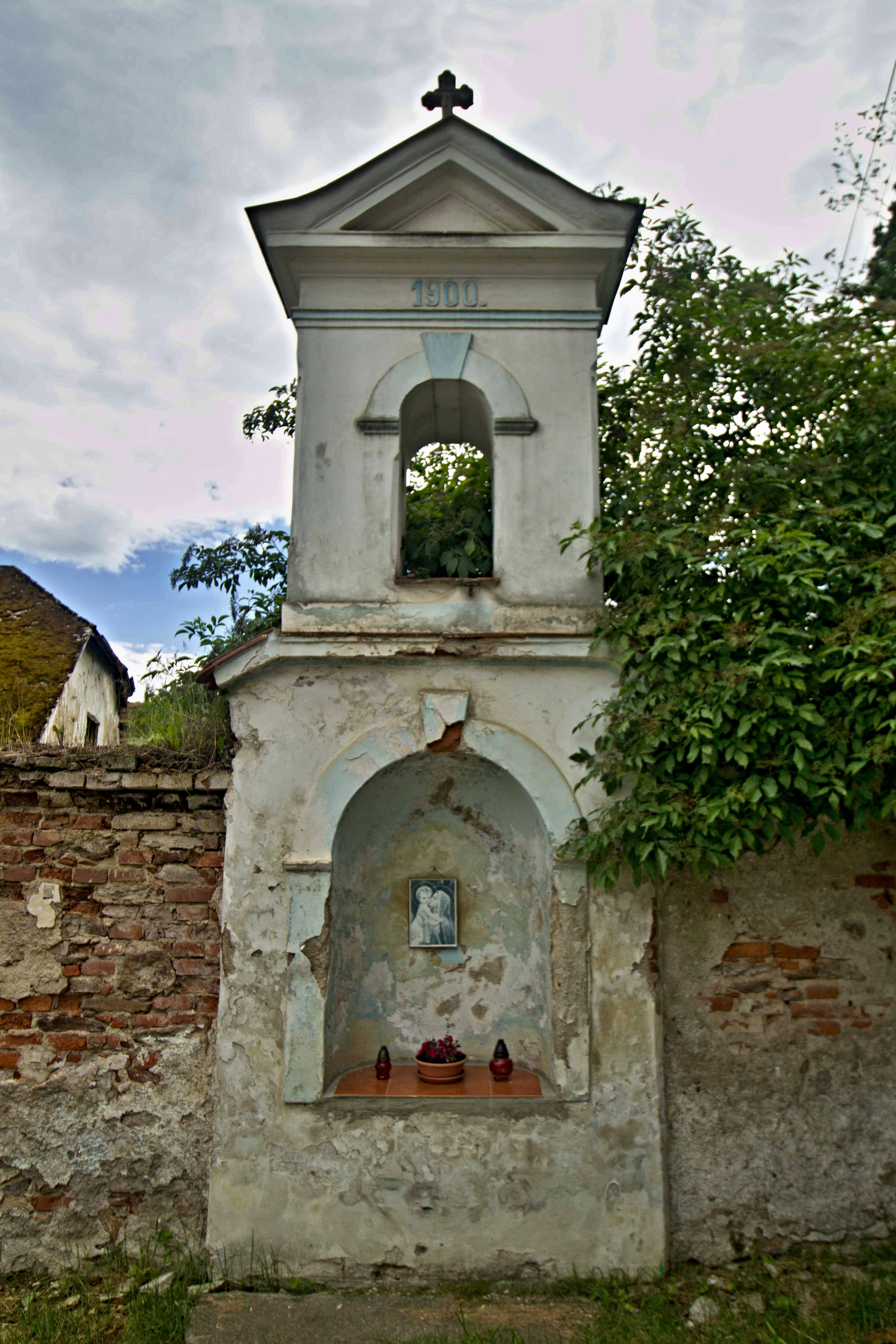
Boží muka
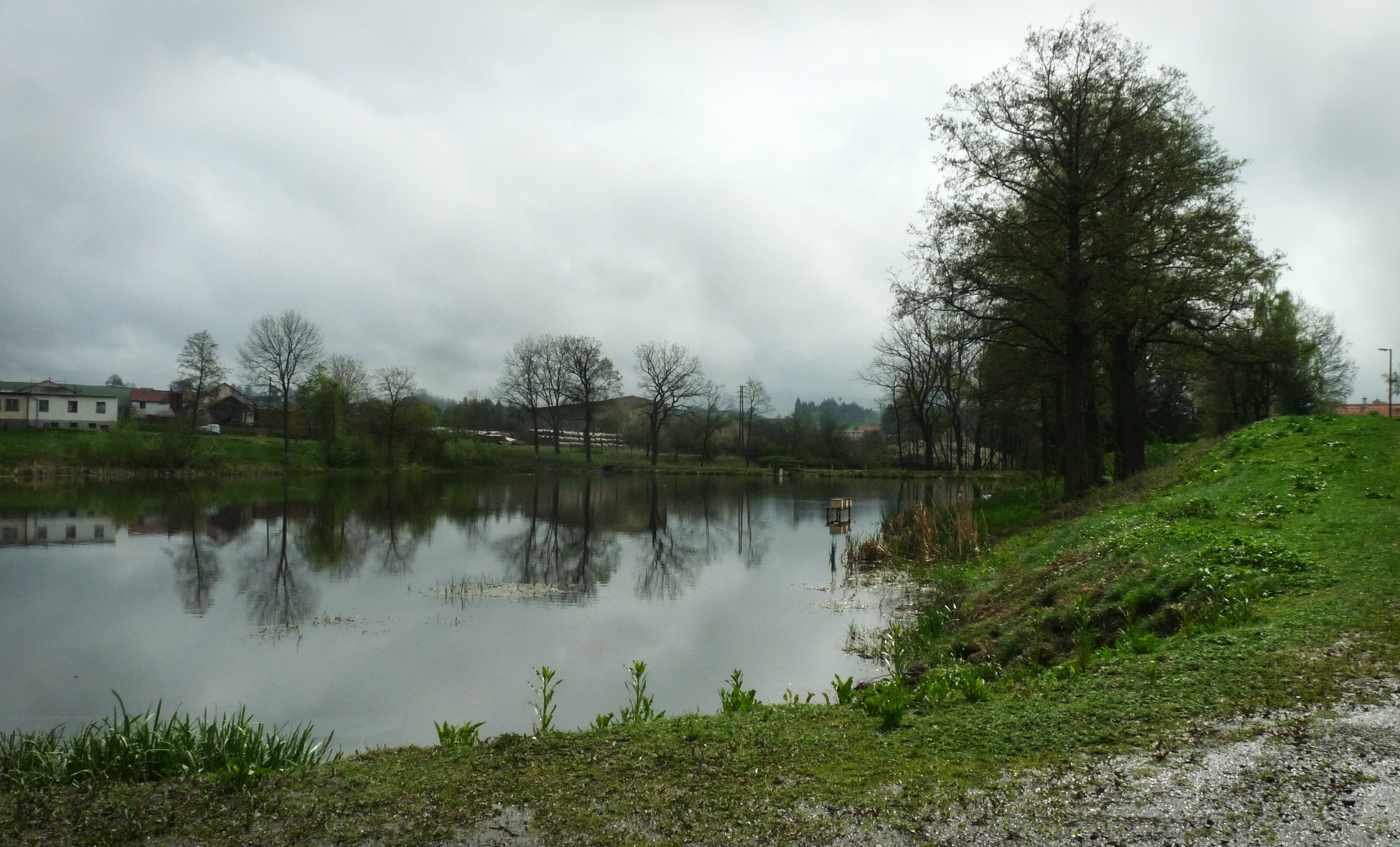
Podvesní rybník
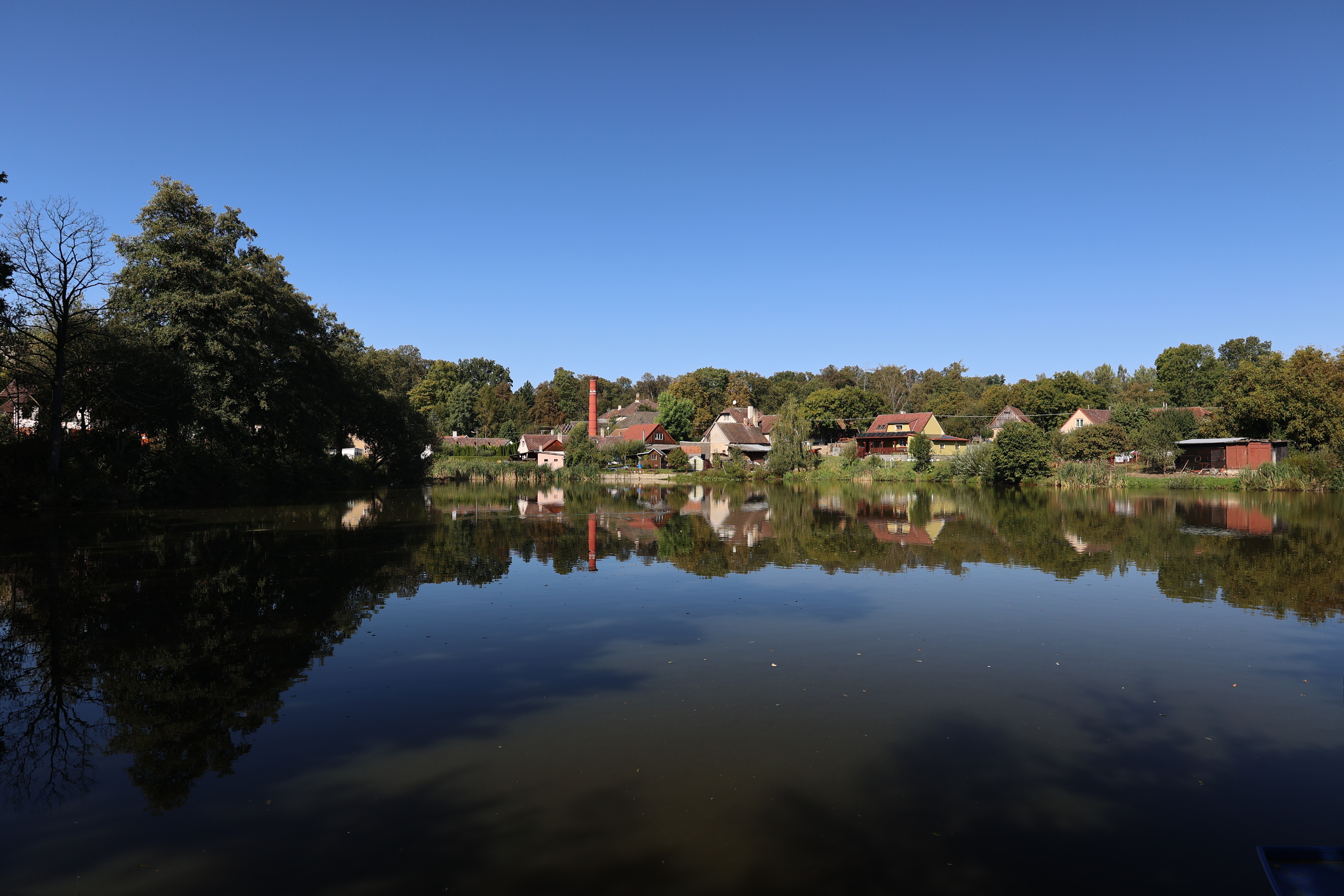
Podvesní rybník - pohled k lihovaru
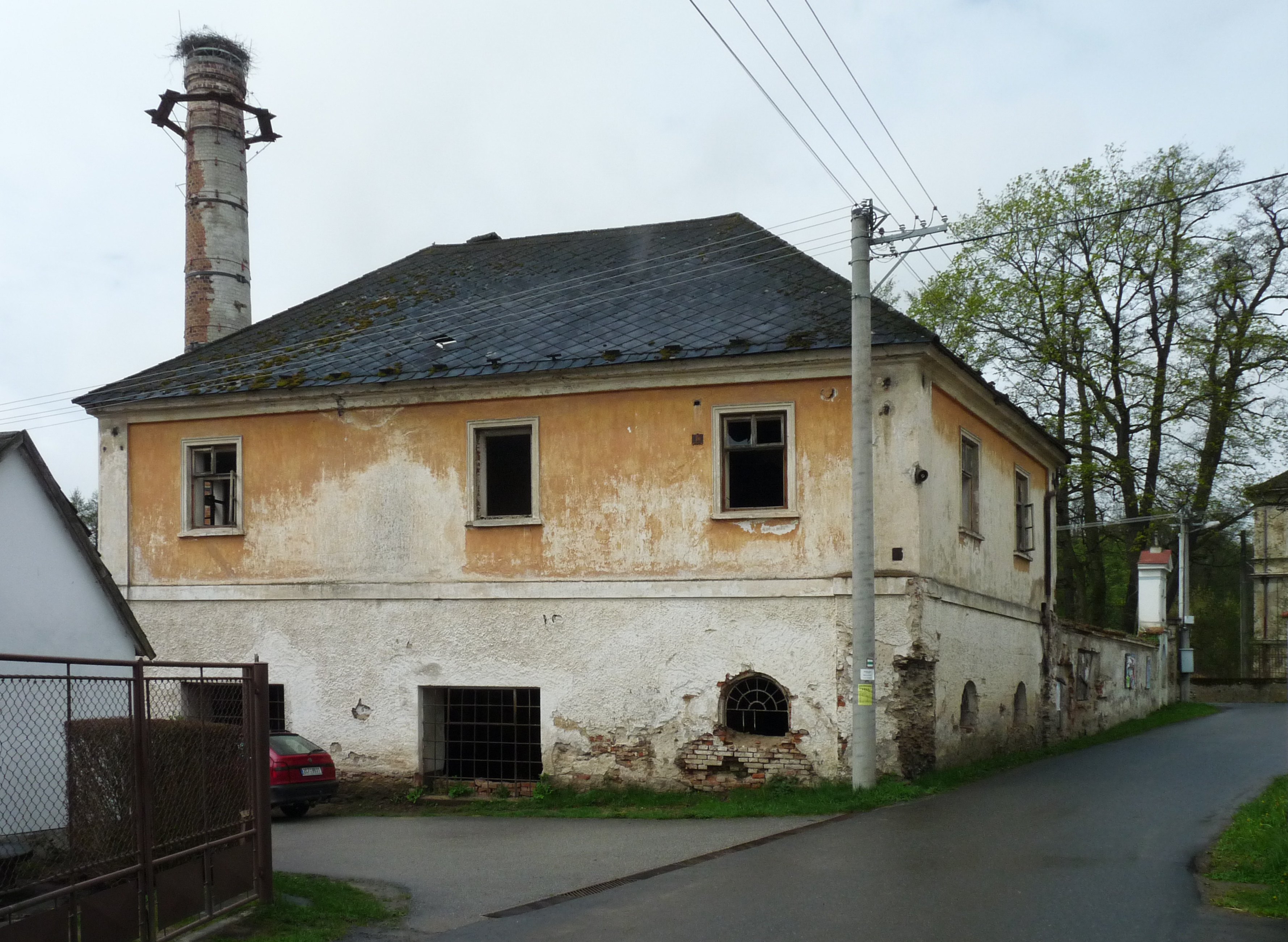
Budova bývalého lihovaru
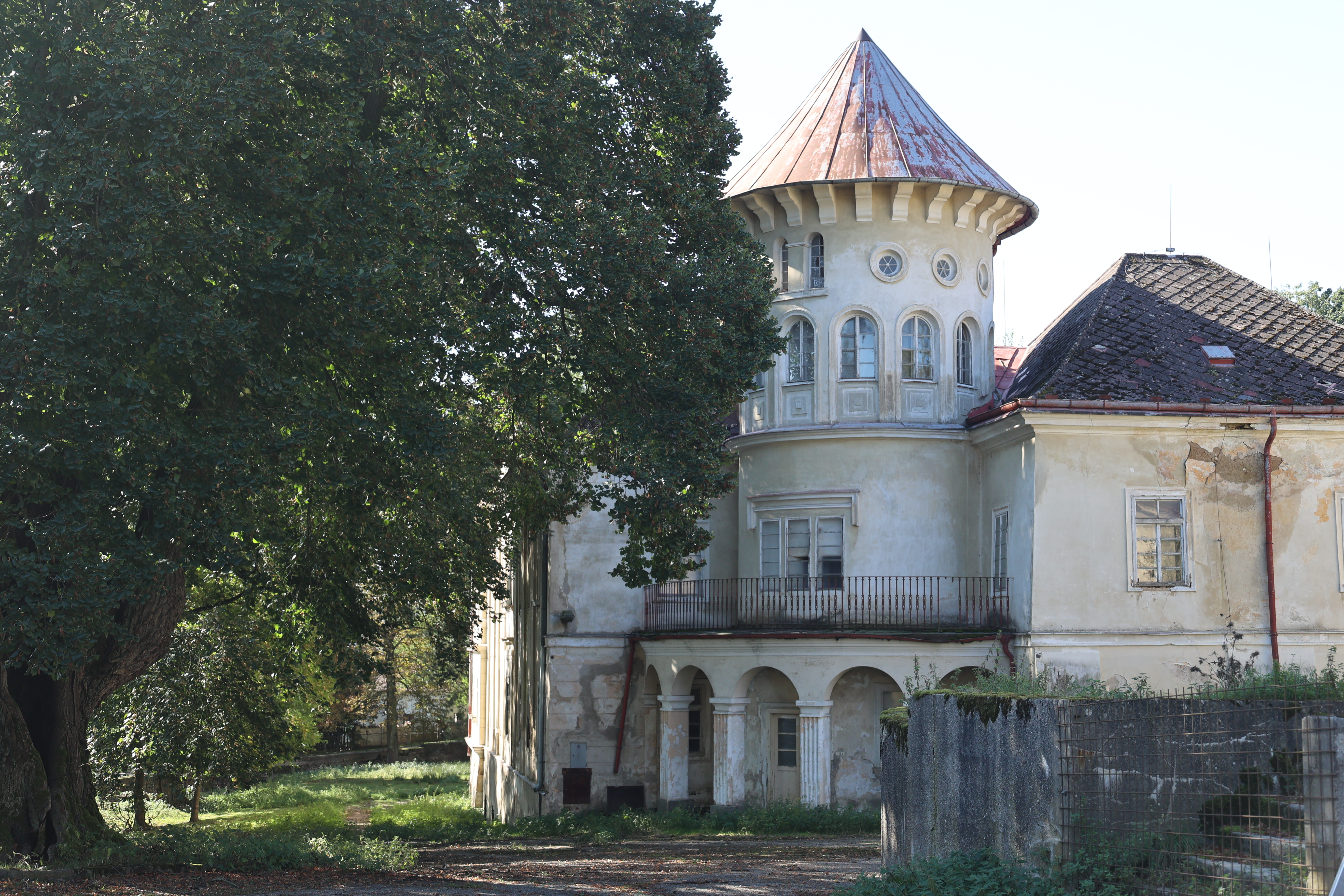
Zámek Nemyšl - věž
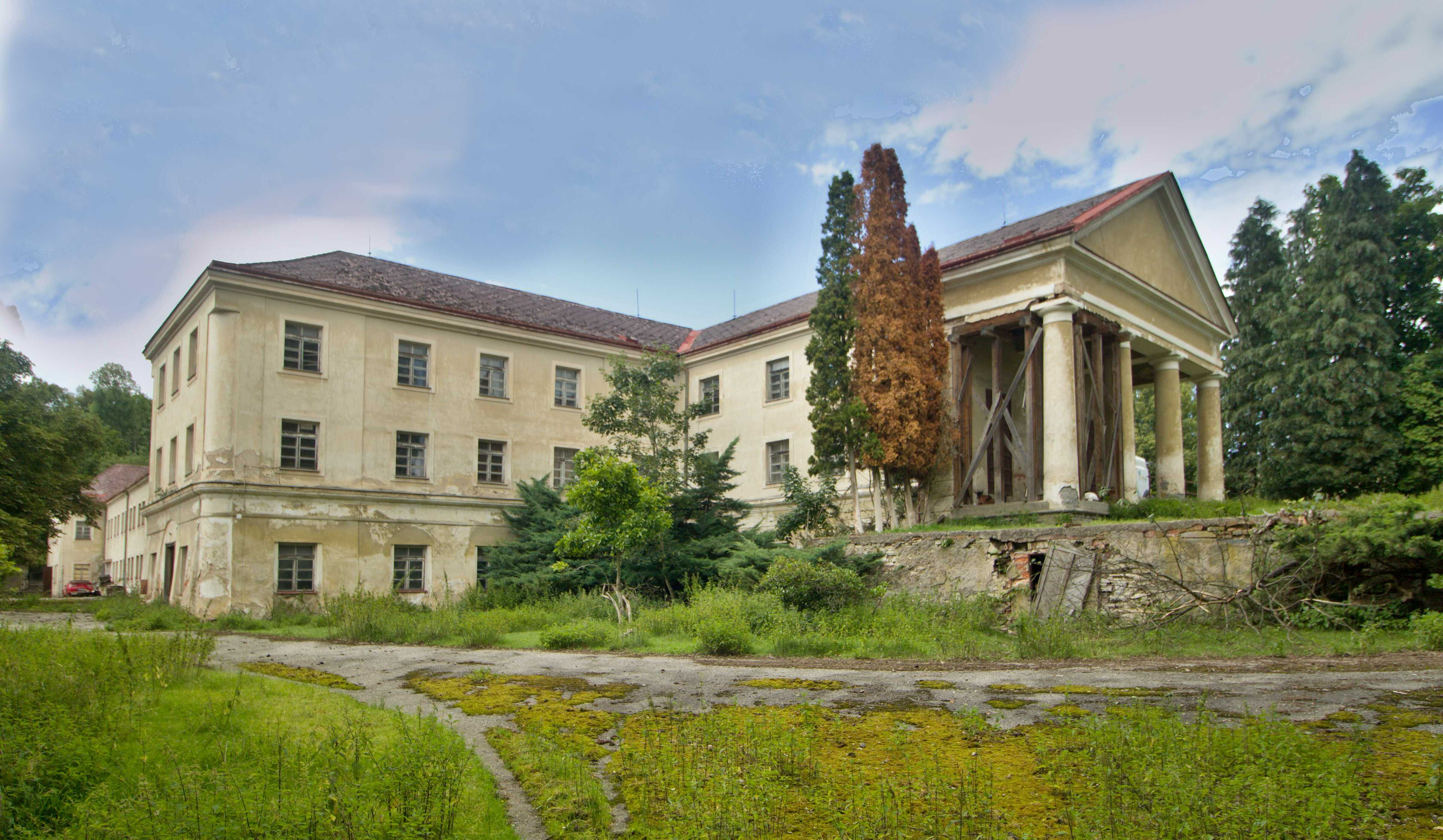
Zámek
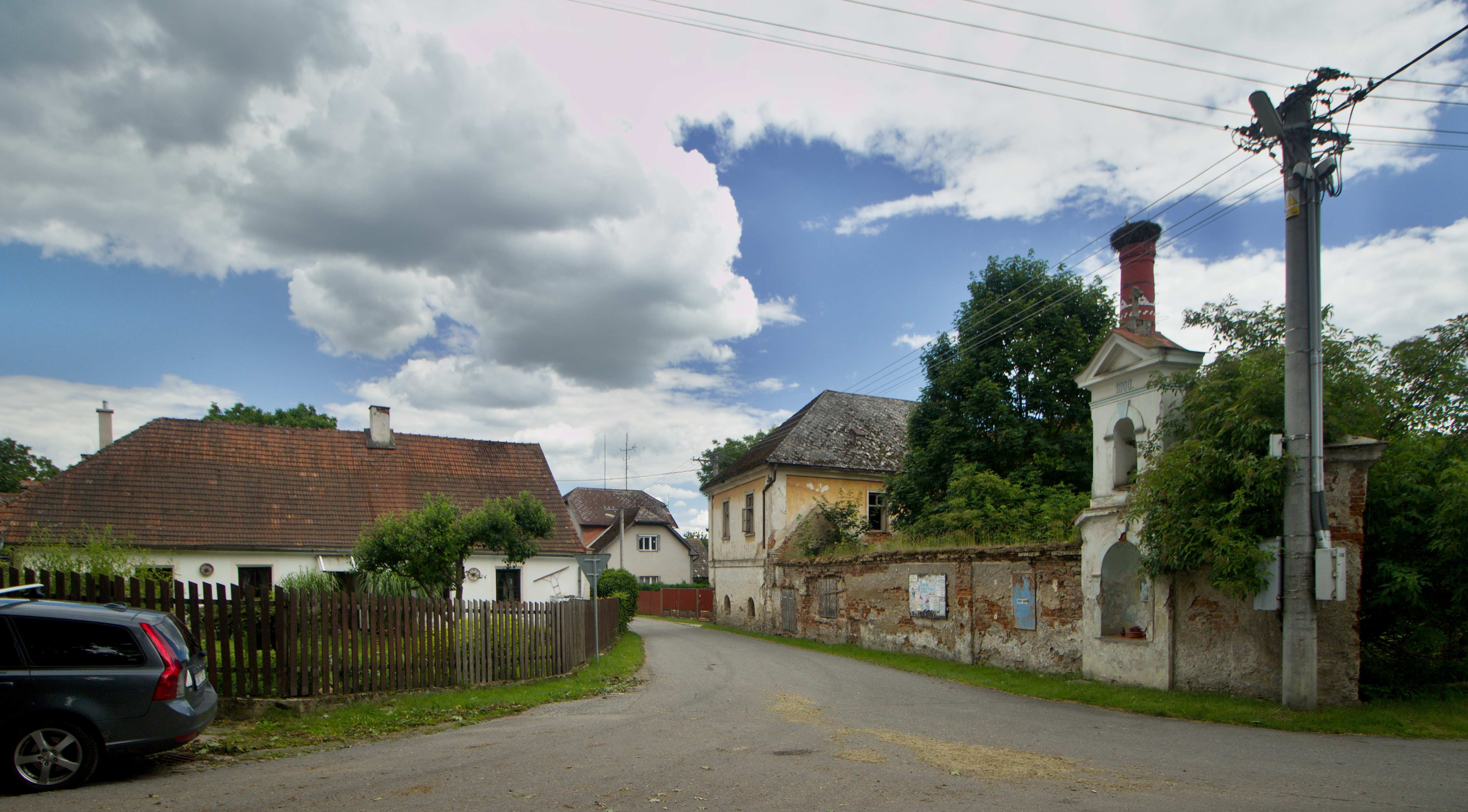
Náves
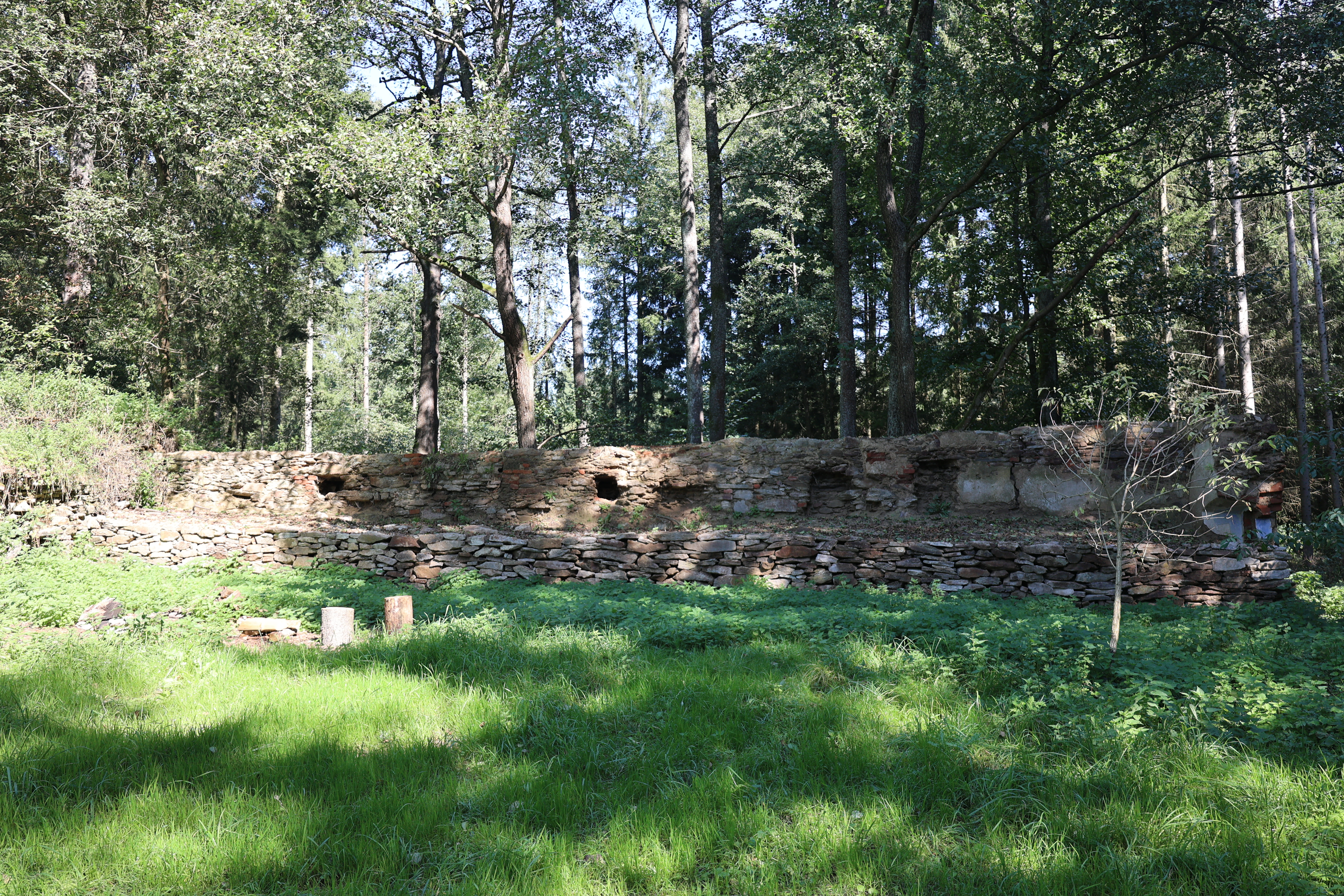
Zbytky Šetkova mlýnu